# Азатский район
Азатский район — единица административного деления Акмолинского округа Казакской АССР, существовавшая в 1928—1930 годах.
Азатский район был образован в 1928 году в составе Акмолинского округа на базе Азатской и части Ишимской волостей Акмолинского уезда Акмолинской губернии. В 1930 году район был упразднён, а его территория отошла к Сталинскому и Эркеншиликскому районам.